# Bangura
Bangura è una suddivisione dell'India, classificata come census town, di 5.168 abitanti, situata nel distretto di Kendujhar, nello stato federato dell'Orissa. In base al numero di abitanti la città rientra nella classe V (da 5.000 a 9.999 persone).

## Geografia fisica
La città è situata a 21° 16' 56 N e 86° 17' 42 E.

## Società

### Evoluzione demografica
Al censimento del 2001 la popolazione di Bangura assommava a 5.168 persone, delle quali 2.679 maschi e 2.489 femmine. I bambini di età inferiore o uguale ai sei anni assommavano a 730, dei quali 381 maschi e 349 femmine. Infine, coloro che erano in grado di saper almeno leggere e scrivere erano 2.969, dei quali 1.840 maschi e 1.129 femmine.